# 城恵美
城 恵美（じょう えみ、1950年9月10日 - ）は元女優。千葉県佐倉市生まれ。東京都出身。身長162cm。B85cm、W58cm、H87cm（1975年1月、城のインタビュー記事に記載されたプロフィール）。

## 来歴・人物
私立菊華高等学校卒。1960年小学5年のときから東映児童研修所に通い(第4期）、2年間の研修後に東映児童劇団に入り多くの教育映画・児童映画に出演。研修所の1期後輩(第5期)に小倉一郎、片山由美子、児島美ゆき、後藤ルミらがいる。
東映児童教育映画『六年生の理科』でデビュー。1971年女番長（スケバン）シリーズ第1作『女番長ブルース 牝蜂の逆襲』で本格的にデビュー。子役時代から本名の「河崎いち子」名義で活動し、1972年に「城恵美」に改名。
1975年1月7日付内外タイムスのインタビューでは「子役からスタートした東映最古参女優で芸歴15年を数える24歳」などと紹介され「お蔭様でちっとも恵まれません（笑）。東映に15年もいて印象に残っている作品といえば500万ポルノの『女子大生・セ〇クス・レポート』と『忘八武士道』の気〇い女ぐらいで、年15本平均出てこの始末なんですから（笑）。高校を卒業して本編（通常作品）に入ったんだけど、『画面に映らないから』『スリップだけでいいから』と言われても絶対に脱がなかったの。まあ…最後は力尽きて脱がされちゃったけど（笑）」などと話した。

## 主な出演作品

### 映画
- 六年生の理科（東映児童教育映画）[1]
- 夏休みの宿題（東映児童教育映画）[1]
- 【短編映画】職業への道（1970年、桜映画社）＜※河崎いち子 名義＞
- 「女番長（スケバン）」シリーズ
  - 女番長ブルース 牝蜂の逆襲（1971年10月、東映） - 弁天モコ　＜※河崎いち子 名義＞
  - 女番長ゲリラ（1972年8月、東映） -　ユキ
  - 女番長（1973年1月、東映） -　ユキ
  - 女番長 感化院脱走（1973年5月、東映） -　千恵
  - 女番長 タイマン勝負（1974年1月、東映） -　平田やよい
  - 女番長 玉突き遊び（1974年10月、東映） -　弘子
- 夜のならず者（1972年3月、東映） - 花子　＜※河崎いち子 名義＞
- 徳川セックス禁止令 色情大名（1972年4月、東映） - お美代
- 温泉スッポン芸者（1972年7月、東映） -　八木陽子
- 女囚701号/さそり（1972年8月、東映） -　森川
- 昭和極道史（1972年10月、東映） -　マユミ
- エロ将軍と二十一人の愛妾（1972年12月、東映） -　お美代の方
- ポルノ時代劇 忘八武士道（1973年2月、東映）
- 「恐怖女子高校」シリーズ
  - 恐怖女子高校 暴行リンチ教室（1973年3月、東映） -　秋山道代
  - 恐怖女子高校 不良悶絶グループ（1973年9月、東映） -　神田麻子
  - 恐怖女子高校 アニマル同級生（1973年12月、東映） -　福田弘子
- 夜の歌謡シリーズ 女のみち（1973年4月、東映） -　清美
- セックスドキュメント モーテルの女王（1973年5月、東映） -　ナレーション
- やさぐれ姐御伝 総括リンチ（1973年6月、東映） -　路子
- 女囚さそり けもの部屋（1973年7月、東映） -　ヌードスタジオの女
- 女子医大生 処女喪失レポート（1973年12月、東映）
- 仁義なき戦い 頂上作戦（1974年1月、東映） -　千鶴子(女子高校生)
- 忘八武士道 さ無頼（1974年2月、東映） -　笹原志乃
- 聖獣学園（1974年2月、東映） -　渡辺洋子
- 痴情ホテル（1974年3月、東映） -　みどり（主演の一人）
- 脱獄広島殺人囚（1974年12月、東映） -　春代
- 怪猫トルコ風呂（1975年1月、東映） -　安江
- 「トラック野郎」シリーズ
  - トラック野郎 御意見無用（1975年8月、東映） -　イサ美
  - トラック野郎 爆走一番星（1975年12月、東映） -　ナオ美
  - トラック野郎 望郷一番星（1976年8月、東映） -　ナオ美
  - トラック野郎 男一匹桃次郎（1977年12月、東映） -　ナオ美
  - トラック野郎 熱風5000キロ（1979年8月、東映） -　ナオ美
- 徳川女刑罰絵巻 牛裂きの刑（1976年9月、東映） -　おみよ

### テレビドラマ

#### 河崎いち子 名義
- おかあさん劇場 東京のこだま 第355話「子供のケンカに親が出る」（1966年1月17日、NET）
- あゝ同期の桜　第22話「征きて咲け桜花」（1967年8月31日、NET / 東映テレビプロダクション）
- プレイガール（東京12チャンネル / 東映） 
  - 第29話「女度胸の見せどころ」（1969年10月20日）
  - 第48話「白銀の追跡者」（1970年3月20日） - 百合
- 特別機動捜査隊（NET / 東映）
  - 第286話「女と赤電話」（1967年4月19日） - 君子
  - 第452話「母恋し1,500キロ」（1970年7月1日） - ホステス
  - 第454話「霧の中の聖女」（1970年7月15日） - 妻
  - 第456話「ハイビスカスの女」（1970年7月29日） - 公子
- ハレンチ学園（1970年10月1日 - 1971年4月1日、東京12チャンネル/ピロ企画/日活）

#### 城恵美 名義
- プレイガール
  - 第181話「ヌード･ダンサー殺人事件」（1972年9月18日）
  - 第201話「ホテル密室裸女殺人事件」（1973年2月5日）
  - 第210話「全裸の美女は朝狙え！」（1973年4月9日） - 陽子
- 非情のライセンス 第1シリーズ　第3話「兇悪な夜の匂い」（1973年4月19日、NET / 東映）
- 大盗賊　第4話 「外道を潰せ！」（1974年7月27日、フジテレビ / 国際放映 / 丹波プロダクション）
- 特別機動捜査隊　第668話「嘘」（1974年8月21日） - しのぶ
- Gメン'75（TBS / 東映）
  - 第8話「裸の街」（1975年7月12日）
  - 第12話「漂流死体」（1975年8月9日）
  - 第27話「東京－札幌 刑事の道」（1975年11月22日）
  - 第79話「24,749の遺体」（1976年11月20日）
  - 第108話「ヌードモデル殺人事件」（1977年6月11日）
- 少年探偵団　第3・4話「影に笑う怪人」（1975年10月18･25日、日本テレビ / 日本現代企画） - 教育係・令子
- 夜明けの刑事　第59話「恋人は殺人犯ではないわ!!」（1976年2月11日、TBS / 大映テレビ）
- 特捜最前線　第162話「窓際警視の靴が泣く！」（1980年5月14日、テレビ朝日 / 東映）

## ディスコグラフィー

### シングル
| 発売日     | 規格       | 規格品番   | 面         | タイトル             | 作詞       | 作曲       | 備考                         |
| キャニオン | キャニオン | キャニオン | キャニオン | キャニオン           | キャニオン | キャニオン | キャニオン                   |
| ---------- | ---------- | ---------- | ---------- | -------------------- | ---------- | ---------- | ---------------------------- |
| 1970年11月 | EP         | CA-20      | A          | ハレンチ学園ソング   | 永井豪     | 山本直純   | ドラマ「ハレンチ学園」主題歌 |
| 1970年11月 | EP         | CA-20      | B          | 男十五はハレンチ仁義 | 阿久悠     | 山本直純   |                              |

| 発売日        | レーベル        | 規格 | 企画品番  | アルバム名                                          | 曲順 |
| ------------- | --------------- | ---- | --------- | --------------------------------------------------- | ---- |
| 1995年6月7日  | UNIVERSAL MUSIC | CD   | TOCT-8982 | オリジナル版懐かしの青春ドラマ主題歌集 2 1970～1971 | 7    |
| 2004年2月18日 | P.S.C.          | CD   | MTCC-1003 | SHOW-WA!-ハレンチ・パラダイス                       | 11   |